# Flughafen Oaxaca-Xoxocotlán

i8
i11
i13
Der Flughafen Oaxaca-Xoxocotlán (spanisch Aeropuerto Internacional de Oaxaca, IATA-Code: OAX, ICAO-Code: MMOX) ist ein Verkehrsflughafen nahe der Großstadt Oaxaca de Juárez im mexikanischen Bundesstaat Oaxaca. Er wird zum Teil militärisch genutzt.

## Lage
Der Flughafen Oaxaca befindet sich im südmexikanischen Bergland etwa 350 km (Luftlinie) südöstlich von Mexiko-Stadt in einer Höhe von ca. 1520 m.

## Flugverbindungen
Es werden hauptsächlich nationale Flüge nach Mexiko-Stadt und anderen mexikanischen Städten abgewickelt; internationale Ziele sind u. a. Dallas und Houston.

## Passagierzahlen
Im Jahr 2019 wurden erstmals knapp 1,2 Millionen Passagiere abgefertigt. Danach erfolgte ein deutlicher Rückgang infolge der COVID-19-Pandemie.